# Wandmacher
Wandmacher ist ein deutscher Familienname.

## Herkunft
1. Wandmacher ist ein Berufsname zu mittelniederdeutsch wantmaker, wantmeker mit der Bedeutung >Tuchweber, Wollenweber<.
2. Hermen Wantmeker ist ab dem Jahre 1506 in Hildesheim bezeugt.[1]

## Namensträger
- Jens Wandmacher (* vor 1970), deutscher Psychologe und Sachbuchautor
- Michael Wandmacher (* 1967), US-amerikanischer Filmkomponist